# Tony Kishman
Tony Kishman je americký zpěvák. baskytarista, pianista a kytarista, nejvíce známý pro jeho práci se skupinou Wishbone Ash a v muzikálu Beatlemania.

## Začátek hudební kariéry
Kishman začal svou hudební kariéru hraním v různých skupinách v Tucsonu v Arizoně. Když hrál sólovou kytaru v jedné skupině v jižní Kalifornii, navrhl mu jeho agent Fred Cisneros, aby se zúčastnil konkurzu na americkou verzi představení Beatlemania. Tony prošel konkurzem a v letech 1978–1983 hrál Paula McCartneyho.

## Wishbone Ash
Po skončení účinkování v představení Beatlemania se Kishman přestěhoval do Anglie, kde byl představen Andy Powellovi.  V roce 1994 ho Powell požádal, aby se ke skupině připojil jako baskytarista a zpěvák a současně se objevil na albu skupiny Wisbone Ash Illuminations a živém albu Live in Geneva .

## Po spolupráci s Wishbone Ash
V roce 1997 opustil Kishman skupinu Wishbone Ash a usiloval o účinkování v různých hudebních projektech. Vrátil se k vystupování v roli Paula McCartneyho v Twist and Shout, americké tribute skupině Beatles.